# Mallota matolla
Mallota matolla är en tvåvingeart som beskrevs av Knutson 1975. Mallota matolla ingår i släktet hålblomflugor, och familjen blomflugor. Inga underarter finns listade i Catalogue of Life.